# Ediciones UDP
Ediciones UDP (Ediciones Universidad Diego Portales) es una editorial chilena fundada en 1986. La editorial se orienta hacia la publicación de textos de divulgación académica, obras literarias, filosóficas, humanistas y científicas estimadas de relevancia para el país y el mundo de habla hispana.

## Colecciones relevantes
Especialmente significativas son sus colecciones Pensamiento Contemporáneo y Poesía. La primera de ellas incluye publicaciones de destacados filósofos, como François Fédier y los ganadores del Premio Nacional de Humanidades y Ciencias Sociales de Chile, versión 2011, Roberto Torretti y Carla Cordua, y el filósofo Jorge Millas, entre otros.
En esta misma colección se publican desde 2006 los ensayos de los ganadores del Concurso de Ensayo en Humanidades Contemporáneas, entre quienes se cuentan hasta hoy el poeta Jaime Lizama, el musicólogo Fabio Salas Zúñiga y el filósofo Hugo Eduardo Herrera.
La colección "Poesía", de su lado, se ha logrado constituir en una especie de canon de la poesía chilena, incorporando a poetas de la talla de Jorge Teillier, Rodrigo Lira, Gonzalo Rojas, Raúl Zurita, Carlos Pezoa Véliz, Braulio Arenas y Enrique Lihn, entre otros.

## Autores publicados (selección)
- Braulio Arenas
- José Joaquín Brunner
- Horacio Castellanos Moya
- Miguel Castillo Didier
- Carla Cordua
- Christopher Domínguez Michael
- Joaquín Edwards Bello
- Sebastián Edwards
- François Fédier
- Leila Guerriero
- Rafael Gumucio
- Hugo E. Herrera
- Vicente Huidobro
- Jorge Ibargüengoitia
- Pedro Lemebel
- Vanessa Lemm
- Enrique Lihn
- Jaime Lizama
- Claudio Magrini
- Germán Marín
- Juan Luis Martínez
- Gonzalo Millán
- Jorge Millas
- Gabriela Mistral
- Patricio Navia
- Pablo Neruda
- M. E. Orellana Benado
- Pablo Oyarzún
- Nicanor Parra
- Carlos Peña
- Carlos Pezoa Véliz
- Gonzalo Rojas
- Fabio Salas Zúñiga
- Jorge Teillier
- Roberto Torretti
- Alejandro Zambra
- Raúl Zurita